# Take Me Home Tour
De Take Me Home Tour is de tweede concerttournee van de Engels-Ierse boyband One Direction, ter promotie van hun studioalbum Take Me Home. De band bestond op dat moment uit Harry Styles, Louis Tomlinson, Niall Horan, Liam Payne en Zayn Malik. De tour begon op 23 februari 2013 in Londen en eindigde op 3 november 2013 in Chiba. De tour werd aangekondigd door Liam Payne tijdens de Brit Awards in 2012, origineel bedoeld als tour door het Verenigd Koninkrijk en Ierland. Medio 2012 werd de tour uitgebreid naar Noord-Amerika en Australië na de bands internationale doorbraak. Beelden van voor en achter de schermen werden gebruikt tijdens de documentaire/concertfilm One Direction: This Is Us, geregisseerd door Morgan Spurlock.

## Achtergrond
Op 21 februari 2012 was One Direction aanwezig tijdens de 2012 Brit Awards waar ze de award voor Best British Single voor What Makes You Beautiful wonnen. Tijdens One Directions ontvangstspeech kondigde Liam Payne de Take Me Home-concerttournee aan. Dit waren 15 shows in het Verenigd Koninkrijk en Ierland.
Later kondigde de groep aan dat ze ook een reeks concerten zouden gaan doen in Noord-Amerika, Europa en Azië.

## Commercieel succes

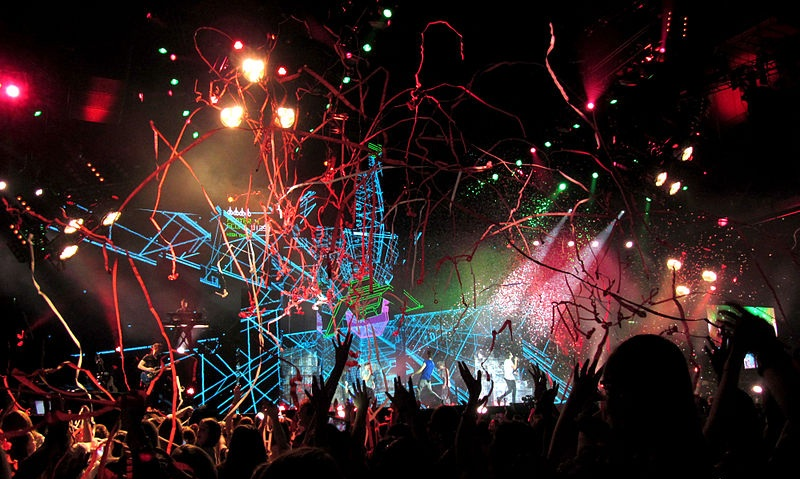
One Direction tijdens het concert in Glasgow op 27 februari 2013

Binnen één dag verkocht de band 300.000 tickets voor de Britse shows. De originele data waren binnen enkele minuten uitverkocht. Per plaats werden er twee of drie extra shows toegevoegd. Ook aan de Noord-Amerikaanse tour werden extra shows toegevoegd vanwege de grote vraag naar kaartjes.
In juli 2013 stond de tour op plek 12 van de top 100 Mid Year Worldwide Tours 2013 van Pollstar. Hier werd een opbrengst genoemd van 49.6 miljoen dollar van 68 shows.
Op 29 oktober 2013 werd bekend dat de band 81.542 tickets had verkocht voor de concerten in de Sydney Super Dome. Hiermee verbraken ze het record van 74.244 tickets van Metallica.

## Voorprogramma's
- Camryn (Europa)
- 5 Seconds of Summer (Ierland, Verenigd Koninkrijk, Noord-Amerika, Australië, Nieuw-Zeeland)[9]
- Olly Murs (Japan)[10]
- JetLag (Mexico)

## Setlist
De volgende setlist is afkomstig van de show in Londen op 24 februari 2013. Deze setlist kon gedurende de tour wijzigen.
1. "Up All Night"
2. "I Would"
3. "Heart Attack"
4. "More than This"
5. "Loved You First"
6. "One Thing"
7. "C"mon, C"mon"
8. "Change My Mind"
9. "One Way or Another (Teenage Kicks)"
10. "Last First Kiss"
11. "Moments"
12. "Summer Love"
13. "Over Again"
14. "Little Things"
15. "Teenage Dirtbag" (Wheatus cover)
16. "Rock Me"
17. "She's Not Afraid"
18. "Kiss You"

Encore
1. "Live While We're Young"
2. "What Makes You Beautiful"

## Shows
| Datum             | Stad             | Land             | Locatie                                   | Voorprogramma       | Opkomst                   | Opbrengst   |
| Europa            | Europa           | Europa           | Europa                                    | Europa              | Europa                    | Europa      |
| ----------------- | ---------------- | ---------------- | ----------------------------------------- | ------------------- | ------------------------- | ----------- |
| 23 februari 2013  | Londen           | Engeland         | The O2 Arena                              | 5 Seconds of Summer | 80.000 / 80.000           | $7.867.850  |
| 24 februari 2013  | Londen           | Engeland         | The O2 Arena                              | 5 Seconds of Summer | 80.000 / 80.000           | $7.867.850  |
| 26 februari 2013  | Glasgow          | Schotland        | Scottish Exhibition and Conference Centre | 5 Seconds of Summer | —                         | —           |
| 27 februari 2013  | Glasgow          | Schotland        | Scottish Exhibition and Conference Centre | 5 Seconds of Summer | —                         | —           |
| 1 maart 2013      | Cardiff          | Wales            | Motorpoint Arena Cardiff                  | 5 Seconds of Summer | —                         | —           |
| 2 maart 2013      | Cardiff          | Wales            | Motorpoint Arena Cardiff                  | 5 Seconds of Summer | —                         | —           |
| 5 maart 2013      | Dublin           | Ierland          | The O2                                    | 5 Seconds of Summer | —                         | —           |
| 6 maart 2013      | Dublin           | Ierland          | The O2                                    | 5 Seconds of Summer | —                         | —           |
| 7 maart 2013      | Belfast          | Noord-Ierland    | Odyssey Arena                             | 5 Seconds of Summer | —                         | —           |
| 8 maart 2013      | Belfast          | Noord-Ierland    | Odyssey Arena                             | 5 Seconds of Summer | —                         | —           |
| 10 maart 2013     | Belfast          | Noord-Ierland    | Odyssey Arena                             | 5 Seconds of Summer | —                         | —           |
| 11 maart 2013     | Belfast          | Noord-Ierland    | Odyssey Arena                             | 5 Seconds of Summer | —                         | —           |
| 12 maart 2013     | Dublin           | Ierland          | The O2                                    | 5 Seconds of Summer | —                         | —           |
| 13 maart 2013     | Dublin           | Ierland          | The O2                                    | 5 Seconds of Summer | —                         | —           |
| 15 maart 2013     | Manchester       | Engeland         | Manchester Arena                          | 5 Seconds of Summer | 71.296 / 72.253           | $2.938.934  |
| 16 maart 2013     | Manchester       | Engeland         | Manchester Arena                          | 5 Seconds of Summer | 71.296 / 72.253           | $2.938.934  |
| 17 maart 2013     | Liverpool        | Engeland         | Echo Arena Liverpool                      | 5 Seconds of Summer | —                         | —           |
| 19 maart 2013     | Sheffield        | Engeland         | Motorpoint Arena Sheffield                | 5 Seconds of Summer | —                         | —           |
| 20 maart 2013     | Nottingham       | Engeland         | Capital FM Arena                          | 5 Seconds of Summer | —                         | —           |
| 22 maart 2013     | Birmingham       | Engeland         | LG Arena                                  | 5 Seconds of Summer | —                         | —           |
| 23 maart 2013     | Birmingham       | Engeland         | LG Arena                                  | 5 Seconds of Summer | —                         | —           |
| 31 maart 2013     | Liverpool        | Engeland         | Echo Arena Liverpool                      | 5 Seconds of Summer | —                         | —           |
| 1 april 2013      | Londen           | Engeland         | The O2 Arena                              | 5 Seconds of Summer | [ noot 2 ]                | [ noot 2 ]  |
| 2 april 2013      | Londen           | Engeland         | The O2 Arena                              | 5 Seconds of Summer | [ noot 2 ]                | [ noot 2 ]  |
| 4 april 2013      | Londen           | Engeland         | The O2 Arena                              | 5 Seconds of Summer | [ noot 2 ]                | [ noot 2 ]  |
| 5 april 2013      | Londen           | Engeland         | The O2 Arena                              | 5 Seconds of Summer | [ noot 2 ]                | [ noot 2 ]  |
| 6 april 2013      | Londen           | Engeland         | The O2 Arena                              | 5 Seconds of Summer | [ noot 2 ]                | [ noot 2 ]  |
| 8 april 2013      | Newcastle        | Engeland         | Metro Radio Arena                         | 5 Seconds of Summer | —                         | —           |
| 9 april 2013      | Newcastle        | Engeland         | Metro Radio Arena                         | 5 Seconds of Summer | —                         | —           |
| 10 april 2013     | Newcastle        | Engeland         | Metro Radio Arena                         | 5 Seconds of Summer | —                         | —           |
| 12 april 2013     | Glasgow          | Schotland        | Scottish Exhibition and Conference Centre | 5 Seconds of Summer | —                         | —           |
| 13 april 2013     | Sheffield        | Engeland         | Motorpoint Arena Sheffield                | 5 Seconds of Summer | —                         | —           |
| 14 april 2013     | Sheffield        | Engeland         | Motorpoint Arena Sheffield                | 5 Seconds of Summer | —                         | —           |
| 16 april 2013     | Nottingham       | Engeland         | Capital FM Arena                          | 5 Seconds of Summer | —                         | —           |
| 17 april 2013     | Birmingham       | Engeland         | LG Arena                                  | 5 Seconds of Summer | —                         | —           |
| 19 april 2013     | Manchester       | Engeland         | Manchester Arena                          | 5 Seconds of Summer | [ noot 3 ]                | [ noot 3 ]  |
| 20 april 2013     | Manchester       | Engeland         | Manchester Arena                          | 5 Seconds of Summer | [ noot 3 ]                | [ noot 3 ]  |
| 29 april 2013     | Parijs           | Frankrijk        | Palais Omnisports de Paris-Bercy          | Camryn              | —                         | —           |
| 30 april 2013     | Metz             | Frankrijk        | Galaxie Amnéville                         | Camryn              | —                         | —           |
| 1 mei 2013        | Antwerpen        | België           | Sportpaleis                               | Camryn              | 15.137 / 15.137           | $858.609    |
| 3 mei 2013        | Amsterdam        | Nederland        | Ziggo Dome                                | Camryn              | —                         | —           |
| 4 mei 2013        | Oberhausen       | Duitsland        | König Pilsener Arena                      | Camryn              | —                         | —           |
| 5 mei 2013        | Herning          | Denemarken       | Jyske Bank Boxen                          | Camryn              | —                         | —           |
| 7 mei 2013        | Bærum            | Noorwegen        | Telenor Arena                             | Camryn              | —                         | —           |
| 8 mei 2013        | Stockholm        | Zweden           | Ericsson Globe                            | Camryn              | —                         | —           |
| 10 mei 2013       | Kopenhagen       | Denemarken       | Forum Kopenhagen                          | Camryn              | —                         | —           |
| 11 mei 2013       | Berlijn          | Duitsland        | O2 World Berlin                           | Camryn              | 11.861 / 11.861           | $572.947    |
| 12 mei 2013       | Hamburg          | Duitsland        | O2 World Hamburg                          | Camryn              | 10.724 / 13.693           | $537.563    |
| 16 mei 2013       | Zürich           | Zwitserland      | Hallenstadion                             | Camryn              | 13.000 / 13.000           | $962.535    |
| 17 mei 2013       | München          | Duitsland        | Olympiahalle                              | Camryn              | —                         | —           |
| 19 mei 2013       | Verona           | Italië           | Verona Arena                              | Camryn              | —                         | —           |
| 20 mei 2013       | Milaan           | Italië           | Mediolanum Forum                          | Camryn              | —                         | —           |
| 22 mei 2013       | Barcelona        | Spanje           | Pavelló Olímpic                           | Camryn              | —                         | —           |
| 24 mei 2013       | Madrid           | Spanje           | Palacio Vistalegre                        | Camryn              | —                         | —           |
| 25 mei 2013       | Madrid           | Spanje           | Palacio Vistalegre                        | Camryn              | —                         | —           |
| 26 mei 2013       | Lissabon         | Portugal         | MEO Arena                                 | Camryn              | —                         | —           |
| Noord-Amerika     |                  |                  |                                           |                     |                           |             |
| 8 juni 2013       | Mexico-Stad      | Mexico           | Foro Sol                                  | JetLag              | 108.050 / 108.050         | $6.268.801  |
| 9 juni 2013       | Mexico-Stad      | Mexico           | Foro Sol                                  | JetLag              | 108.050 / 108.050         | $6.268.801  |
| 13 juni 2013      | Sunrise          | Verenigde Staten | BB&T Center                               | 5 Seconds of Summer | —                         | —           |
| 14 juni 2013      | Miami            | Verenigde Staten | American Airlines Arena                   | 5 Seconds of Summer | 13.838 / 13.838           | $938.729    |
| 16 juni 2013      | Louisville       | Verenigde Staten | KFC Yum! Center                           | 5 Seconds of Summer | —                         | —           |
| 18 juni 2013      | Columbus         | Verenigde Staten | Nationwide Arena                          | 5 Seconds of Summer | —                         | —           |
| 19 juni 2013      | Nashville        | Verenigde Staten | Bridgestone Arena                         | 5 Seconds of Summer | 13.422 / 13.422           | $1.001.309  |
| 21 juni 2013      | Atlanta          | Verenigde Staten | Philips Arena                             | 5 Seconds of Summer | 14.264 / 14.264           | $917.424    |
| 22 juni 2013      | Raleigh          | Verenigde Staten | PNC Arena                                 | 5 Seconds of Summer | —                         | —           |
| 23 juni 2013      | Washington D.C.  | Verenigde Staten | Verizon Center                            | 5 Seconds of Summer | 13.992 / 13.992           | $1.020.134  |
| 25 juni 2013      | Philadelphia     | Verenigde Staten | Wells Fargo Center                        | 5 Seconds of Summer | 14.827 / 14.827           | $1.072.787  |
| 26 juni 2013      | Mansfield        | Verenigde Staten | Comcast Center                            | 5 Seconds of Summer | —                         | —           |
| 28 juni 2013      | Wantagh          | Verenigde Staten | Nikon at Jones Beach Theater              | 5 Seconds of Summer | —                         | —           |
| 29 juni 2013      | Wantagh          | Verenigde Staten | Nikon at Jones Beach Theater              | 5 Seconds of Summer | —                         | —           |
| 2 juli 2013       | East Rutherford  | Verenigde Staten | Izod Center                               | 5 Seconds of Summer | 14.671 / 14.671           | $1.021.706  |
| 4 juli 2013       | Montreal         | Canada           | Bell Centre                               | 5 Seconds of Summer | 14.573 / 14.573           | $1.015.610  |
| 5 juli 2013       | Hershey          | Verenigde Staten | Hersheypark Stadium                       | 5 Seconds of Summer | —                         | —           |
| 6 juli 2013       | Hershey          | Verenigde Staten | Hersheypark Stadium                       | 5 Seconds of Summer | —                         | —           |
| 8 juli 2013       | Pittsburgh       | Verenigde Staten | Consol Energy Center                      | 5 Seconds of Summer | —                         | —           |
| 9 juli 2013       | Toronto          | Canada           | Air Canada Centre                         | 5 Seconds of Summer | 29.424 / 29.424           | $1.090.180  |
| 10 juli 2013      | Toronto          | Canada           | Air Canada Centre                         | 5 Seconds of Summer | 29.424 / 29.424           | $1.090.180  |
| 12 juli 2013      | Auburn Hills     | Verenigde Staten | The Palace of Auburn Hills                | 5 Seconds of Summer | —                         | —           |
| 13 juli 2013      | Tinley Park      | Verenigde Staten | First Midwest Bank Amphitheatre           | 5 Seconds of Summer | —                         | —           |
| 14 juli 2013      | Tinley Park      | Verenigde Staten | First Midwest Bank Amphitheatre           | 5 Seconds of Summer | —                         | —           |
| 18 juli 2013      | Minneapolis      | Verenigde Staten | Target Center                             | 5 Seconds of Summer | 13.655 / 13.655           | $1.003.558  |
| 19 juli 2013      | Kansas City      | Verenigde Staten | Sprint Center                             | 5 Seconds of Summer | —                         | —           |
| 21 juli 2013      | Houston          | Verenigde Staten | Toyota Center                             | 5 Seconds of Summer | —                         | —           |
| 22 juli 2013      | Dallas           | Verenigde Staten | American Airlines Center                  | 5 Seconds of Summer | —                         | —           |
| 24 juli 2013      | Denver           | Verenigde Staten | Pepsi Center                              | 5 Seconds of Summer | —                         | —           |
| 25 juli 2013      | West Valley City | Verenigde Staten | Maverik Center                            | 5 Seconds of Summer | —                         | —           |
| 27 juli 2013      | Vancouver        | Canada           | Rogers Arena                              | 5 Seconds of Summer | —                         | —           |
| 28 juli 2013      | Seattle          | Verenigde Staten | KeyArena                                  | 5 Seconds of Summer | —                         | —           |
| 30 juli 2013      | San Jose         | Verenigde Staten | SAP Center                                | 5 Seconds of Summer | —                         | —           |
| 31 juli 2013      | Oakland          | Verenigde Staten | Oracle Arena                              | 5 Seconds of Summer | 13.394 / 13.394           | $987.479    |
| 2 augustus 2013   | Las Vegas        | Verenigde Staten | Mandalay Bay Events Center                | 5 Seconds of Summer | —                         | —           |
| 3 augustus 2013   | Las Vegas        | Verenigde Staten | Mandalay Bay Events Center                | 5 Seconds of Summer | —                         | —           |
| 4 augustus 2013   | Chula Vista      | Verenigde Staten | Sleep Train Amphitheatre                  | 5 Seconds of Summer | —                         | —           |
| 7 augustus 2013   | Los Angeles      | Verenigde Staten | Staples Center                            | 5 Seconds of Summer | 57.363 / 57.363           | $3.998.657  |
| 8 augustus 2013   | Los Angeles      | Verenigde Staten | Staples Center                            | 5 Seconds of Summer | 57.363 / 57.363           | $3.998.657  |
| 9 augustus 2013   | Los Angeles      | Verenigde Staten | Staples Center                            | 5 Seconds of Summer | 57.363 / 57.363           | $3.998.657  |
| 10 augustus 2013  | Los Angeles      | Verenigde Staten | Staples Center                            | 5 Seconds of Summer | 57.363 / 57.363           | $3.998.657  |
| Oceania           |                  |                  |                                           |                     |                           |             |
| 23 september 2013 | Adelaide         | Australië        | Adelaide Entertainment Centre             | 5 Seconds of Summer | —                         | —           |
| 24 september 2013 | Adelaide         | Australië        | Adelaide Entertainment Centre             | 5 Seconds of Summer | —                         | —           |
| 25 september 2013 | Adelaide         | Australië        | Adelaide Entertainment Centre             | 5 Seconds of Summer | —                         | —           |
| 28 september 2013 | Perth            | Australië        | Perth Arena                               | 5 Seconds of Summer | 26.986 / 27.186           | $2.360.820  |
| 29 september 2013 | Perth            | Australië        | Perth Arena                               | 5 Seconds of Summer | 26.986 / 27.186           | $2.360.820  |
| 2 oktober 2013    | Melbourne        | Australië        | Rod Laver Arena                           | 5 Seconds of Summer | 94.457 / 94.457           | $7.265.050  |
| 3 oktober 2013    | Melbourne        | Australië        | Rod Laver Arena                           | 5 Seconds of Summer | 94.457 / 94.457           | $7.265.050  |
| 5 oktober 2013    | Sydney           | Australië        | Allphones Arena                           | 5 Seconds of Summer | 79.914 / 80.532           | $6.724.970  |
| 6 oktober 2013    | Sydney           | Australië        | Allphones Arena                           | 5 Seconds of Summer | 79.914 / 80.532           | $6.724.970  |
| 10 oktober 2013   | Christchurch     | Nieuw-Zeeland    | CBS Canterbury Arena                      | 5 Seconds of Summer | —                         | —           |
| 12 oktober 2013   | Auckland         | Nieuw-Zeeland    | Vector Arena                              | 5 Seconds of Summer | —                         | —           |
| 13 oktober 2013   | Auckland         | Nieuw-Zeeland    | Vector Arena                              | 5 Seconds of Summer | —                         | —           |
| 16 oktober 2013   | Melbourne        | Australië        | Rod Laver Arena                           | 5 Seconds of Summer | [ noot 4 ]                | [ noot 4 ]  |
| 17 oktober 2013   | Melbourne        | Australië        | Rod Laver Arena                           | 5 Seconds of Summer | [ noot 4 ]                | [ noot 4 ]  |
| 19 oktober 2013   | Brisbane         | Australië        | Brisbane Entertainment Centre             | 5 Seconds of Summer | 30.405 / 30.831           | $2.729.520  |
| 20 oktober 2013   | Brisbane         | Australië        | Brisbane Entertainment Centre             | 5 Seconds of Summer | 30.405 / 30.831           | $2.729.520  |
| 21 oktober 2013   | Brisbane         | Australië        | Brisbane Entertainment Centre             | 5 Seconds of Summer | 30.405 / 30.831           | $2.729.520  |
| 23 oktober 2013   | Sydney           | Australië        | Allphones Arena                           | 5 Seconds of Summer |                           |             |
| 24 oktober 2013   | Sydney           | Australië        | Allphones Arena                           | 5 Seconds of Summer |                           |             |
| 25 oktober 2013   | Sydney           | Australië        | Allphones Arena                           | 5 Seconds of Summer |                           |             |
| 26 oktober 2013   | Sydney           | Australië        | Allphones Arena                           | 5 Seconds of Summer |                           |             |
| 28 oktober 2013   | Melbourne        | Australië        | Rod Laver Arena                           | 5 Seconds of Summer | [ noot 4 ]                | [ noot 4 ]  |
| 29 oktober 2013   | Melbourne        | Australië        | Rod Laver Arena                           | 5 Seconds of Summer | [ noot 4 ]                | [ noot 4 ]  |
| 30 oktober 2013   | Melbourne        | Australië        | Rod Laver Arena                           | 5 Seconds of Summer | [ noot 4 ]                | [ noot 4 ]  |
| Azië              |                  |                  |                                           |                     |                           |             |
| 2 november 2013   | Chiba            | Japan            | Makuhari Messe                            | Olly Murs           | —                         | —           |
| 3 november 2013   | Chiba            | Japan            | Makuhari Messe                            | Olly Murs           | —                         | —           |
| Totaal            | Totaal           | Totaal           | Totaal                                    | Totaal              | 824.843 / 835.428 (98.7%) | $52.582.225 |

1. 1 2 3 4 5 6 7  Matinée en avondconcert.
2. 1 2 3 4  De gegeven cijfers zijn een optelsom van alle shows in de O2 Arena op 23 en 24 februari en 1, 2, 4, 5 en 6 april.
3. 1 2 3 4  De gegeven cijfers zijn een optelsom van alle shows in de Manchester Arena op 15 en 16 maart en 19 en 20 april.
4. 1 2 3 4 5 6  De gegeven cijfers zijn een optelsom van alle shows in de Rod Laver Arena op 2,3, 16, 17, 28, 29 en 30 oktober.